# Джендрик, Меган
Меган Джендрик (англ. Megan Jendrick; род. 15 января 1984 года, Такома) — американская пловчиха, двукратная олимпийская чемпионка 2000 года на дистанциях 100 метров брассом и комбинированной эстафете 4×100 метров.

## Биография
Отец — Том, инженер; мать — Эрин, массажист. У Меган есть старший брат Майкл и младшая сестра Лаура. Училась в средней школе Emerald Ridge. В 2008 году окончила Pacific Lutheran University, затем училась в университете штата Аризона.
В декабре 2004 года вышла замуж за Натана Джендрика. 19 октября 2011 года Меган родила сына Дитана.

## Карьера
На международной арене дебютировала в 2000 году. В составе сборной команды США участвовала в олимпийских играх 2000 и 2008 года; чемпионатах мира по водным видам спорта 2001 и 2007 года.
24 сентября 2013 года Джендрик объявила о своём уходе из международного плавания. В настоящее время работает тренером по плаванию.